# Anna Włodarczyk (charakteryzatorka)
Anna Zofia Włodarczyk (ur. 14 stycznia 1932, zm. 11 grudnia 2019 w Warszawie) – polska charakteryzatorka.

## Kariera
W 1958 współpracowała przy charakteryzacji w pracy nad filmem Pigułki dla Aurelii w reżyserii Stanisława Lenartowicza oraz przy debiutanckim filmie Kazimierza Kutza Krzyż Walecznych. W 1964 przy produkcji Rękopisu znalezionego w Saragossie w reżyserii Wojciecha Jerzego Hasa, w 1965 przy Salcie Tadeusza Konwickiego. W 1968 jako charakteryzatorkę zatrudnił ją Wojciech Has przy produkcji Lalki na podstawie powieści Bolesława Prusa. Pracowała przy wielu polskich produkcjach filmowych w latach 70. i 80. XX wieku, m.in.: 07 zgłoś się, Sprawie Gorgonowej, Promie do Szwecji, Pannach z Wilka, Domu, Balladzie o Januszku.